# هانکی تانک من
هانکی تانک من (انگلیسی: The Honky Tonk Man؛ زادهٔ ۲۵ ژانویهٔ ۱۹۵۳) کشتی‌گیر کشتی حرفه‌ای اهل ایالات متحده آمریکا است.
وی همچنین برندهٔ جوایزی همچون تالار شهرت دبلیو دبلیو ای شده‌است.